# Verónica Linares Perou
Verónica Linares Perou (La Paz, 1970) es una escritora de literatura infantil, narradora, mediadora de lectura, investigadora y profesora de niños boliviana.
Es cofundadora de la Academia Boliviana de Literatura infantil y Juvenil.

## Trayectoria
Nació en La Paz, Bolivia, en 1970. Cursó Educación Inicial en la Pontificia Universidad Católica de Chile. Cuenta con una maestría, en educación por la Universidad de La Sabana, en Bogotá y otra en literatura infantil por la Universidad Autónoma de Barcelona. Ha laborado como profesora del ciclo inicial en Chile, Colombia y Bolivia, habiéndose desempeñado como directora pedagógica de un Jardín de Niños. Es cofundadora de la Academia Boliviana de Literatura Infantil y Juvenil, ocupando desde el año 2015 la presidencia de aquella. Es investigadora de literatura infantil y juvenil.

### Academia Boliviana de Literatura Infantil y Juvenil
El 29 de junio de 2006, Verónica Linares Perou participó en la fundación de la Academia Boliviana de Literatura Infantil y Juvenil, junto con las escritoras Isabel Mesa de Inchauste, Janette Medrano, Liliana de La Quintana y Rosalba Guzmán Soriano, planteando “promover el estudio y la investigación de la literatura dedicada al público infanto-juvenil”.
Dicha institución nació con aval de la Academia Latinoamericana de Literatura Infantil encabezada por la escritora uruguaya Sylvia Puentes de Oyenard. A partir de este movimiento, se ha producido un significativo avance de esta literatura para niños y jóvenes en el mundo, según Rosalba Guzmán Soriano.

## Obra

### Algunas publicaciones

#### Libros
- Zacarías,[1]
- Clemencia la vaca que quería ser blanca,[1]
- En busca del caballito de mar,[1] y
- Los guantes de Agustina,[1] entre otros.

Realiza reseñas sobre libros nacionales e internacionales para niños e investigaciones  sobre diferentes temas.